# Martin Sommer
Walter Gerhard Martin Sommer (ur. 8 lutego 1915 w Schkölen, zm. 7 czerwca 1988 w Schwarzenbruck) – niemiecki zbrodniarz wojenny, kierownik aresztu w obozie koncentracyjnym Buchenwald i SS-Hauptscharführer. Otrzymał przydomek „Kata Buchenwaldu” (niem. Henker von Buchenwald).
Pochodził z Turyngii. W 1931 wstąpił do NSDAP i SA, a w 1933 do SS. Od 1934 pełnił służbę w ramach SS-Totenkopf w SS-Sonderkommando Sachsen, którym dowodził Karl Otto Koch. Następnie Sommer był strażnikiem w obozach Sachsenhausen i Dachau.
Od 1937 do 1943 był kierownikiem obozowego aresztu w Buchenwaldzie. Był najbardziej okrutnym strażnikiem SS w tym obozie. Sommer stosował najwymyślniejsze tortury, takie jak kara kijów (więzień musiał głośno liczyć zadawane przez oprawcę ciosy, a jeśli się pomylił, karę rozpoczynano od nowa), wieszanie więźniów za nadgarstki na gałęziach drzew (czasem Sommer podczas tej tortury bił więźniów kijem po genitaliach) czy polewanie nagich więźniów lodowatą wodą. Mordował setki osób za pomocą zastrzyków fenolu, ewipanu lub powietrza. Wielokrotnie również katował więźniów na śmierć.
W 1943 został aresztowany przez władze SS w związku z nadmiernym sadyzmem, z jakim traktował więźniów. Po zdegradowaniu, w marcu 1945 Sommer został wysłany na front, gdzie w eksplozji czołgu stracił ramię i nogę. Wskutek tego poruszał się na wózku inwalidzkim.
Po zakończeniu wojny został przez władze zachodnioniemieckie początkowo uznany za niezdolnego do postawienia przed sądem ze względu na stan zdrowia. Jednak, gdy w 1956 Sommer ożenił się, został ojcem i złożył wniosek o podniesienie jego renty wojskowej, zmieniły zdanie. Jego proces miał miejsce w Bayreuth w 1958. Wobec ogromu zbrodni oskarżonego, postanowiono, iż proces obejmie jedynie mordowanie przez Sommera więźniów za pomocą śmiertelnych zastrzyków. Udowodniono mu 25 morderstw i 3 lipca 1958 skazano na dożywotnie pozbawienie wolności. W 1971 roku został przeniesiony do domu opieki prowadzonego przez diakonię w Schwarzenbrucku, gdzie zmarł.